# لويس موريس (سياسي)
لويس موريس (بالإنجليزية: Lewis Morris)‏ هو سياسي بريطاني وأمريكي (وحمل سابقاً جنسية مملكة بريطانيا العظمى)، ولد في 8 أبريل 1726 في ذا برونكس في الولايات المتحدة، وتوفي بنفس المكان في 22 يناير 1798. حزبياً، نشط في الحزب الفيدرالي الأمريكي. وقد انتخب عضو مجلس ولاية نيويورك.